# 长丰县
长丰县位于中国安徽省合肥市北部，为合肥市下辖的一个县。区域总面积为1841平方公里，常住总人口約79万人。县人民政府駐長豐路85號。

## 历史
长丰历史悠久，文蕴深厚。这里商代属虎方，西周属淮夷，春秋初期属夷虎，战国时期属楚，秦代分属九江郡之寿春、曲阳，西汉属淮南国，魏晋属淮南郡，隋唐分属寿州、庐州、濠州，明清分属庐州、凤阳二府，民国时期，分属寿县、定远县、合肥县。1964年10月31日，经国务院批准，分别从寿县、定远、肥东、肥西4县边缘划出部分地区设置长丰县，隶属合肥市，是安徽省第一个市辖县，因境内大部分地区属清代寿州长丰乡而得名，同时以“长丰”为县名，也寓意“长治久安，人寿年丰”。

## 人口
根據第七次人口普查數據，截至2020年11月1日零時，長豐縣常住人口為783982人。

## 地理

### 区位
长丰县位于东经116°52′-117°26′、北纬31°55′-32°37′，地处江淮丘陵北缘，地势东、南部稍高，西部较低，平均海拔50米。横贯县境中南部的江淮分水岭，岗峦迭宕起伏，将全县分为长江、淮河两大水系。南水入江，北水归淮。西部的瓦埠湖畔和东北部的高塘湖畔，瓦埠湖上游有陶老坝水库。土地平旷，水岸曲折，属淮河滩地平原，自古以来就是美丽富饶的鱼米之乡。

### 气候

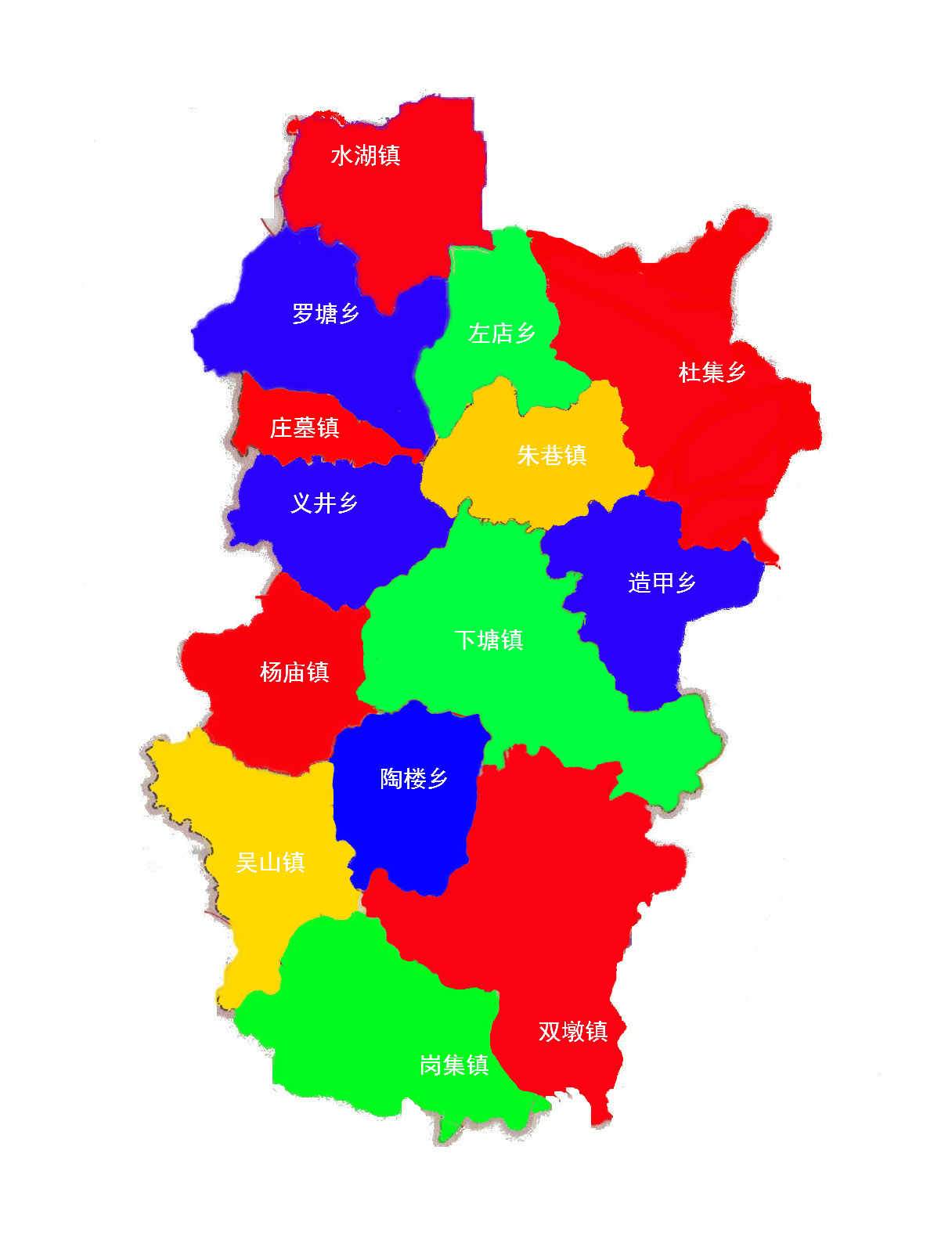
长丰行政区划

长丰县气候受海洋影响较大，属亚热带季风性湿润气候。气候温和，降水充沛，日照充足，植被丰富，四季分明。年平均气温15℃，年平均降雨960毫米，年平均日照2160小时，年平均无霜期224天。因光热和水分条件良好，有利于农、林、牧、渔各业的发展。
| 合肥地区（1971-2000）        | 合肥地区（1971-2000） | 合肥地区（1971-2000） | 合肥地区（1971-2000） | 合肥地区（1971-2000） | 合肥地区（1971-2000） | 合肥地区（1971-2000） | 合肥地区（1971-2000） | 合肥地区（1971-2000） | 合肥地区（1971-2000） | 合肥地区（1971-2000） | 合肥地区（1971-2000） | 合肥地区（1971-2000） | 合肥地区（1971-2000） |
| 月份                         | 1月                   | 2月                   | 3月                   | 4月                   | 5月                   | 6月                   | 7月                   | 8月                   | 9月                   | 10月                  | 11月                  | 12月                  | 全年                  |
| ---------------------------- | --------------------- | --------------------- | --------------------- | --------------------- | --------------------- | --------------------- | --------------------- | --------------------- | --------------------- | --------------------- | --------------------- | --------------------- | --------------------- |
| 平均高温 °C（°F）            | 6.8 (44.2)            | 8.7 (47.7)            | 13.5 (56.3)           | 20.7 (69.3)           | 25.9 (78.6)           | 29.0 (84.2)           | 32.0 (89.6)           | 31.9 (89.4)           | 27.3 (81.1)           | 22.1 (71.8)           | 15.6 (60.1)           | 9.7 (49.5)            | 20.3 (68.5)           |
| 平均低温 °C（°F）            | −0.5 (31.1)           | 1.2 (34.2)            | 5.6 (42.1)            | 11.9 (53.4)           | 17.1 (62.8)           | 21.4 (70.5)           | 24.8 (76.6)           | 24.2 (75.6)           | 19.3 (66.7)           | 13.3 (55.9)           | 6.7 (44.1)            | 1.3 (34.3)            | 12.2 (54.0)           |
| 平均降水量 mm（）            | 35.9 (1.41)           | 50.4 (1.98)           | 77.7 (3.06)           | 78.9 (3.11)           | 94.9 (3.74)           | 155.2 (6.11)          | 161.8 (6.37)          | 119.6 (4.71)          | 74.6 (2.94)           | 69.2 (2.72)           | 52.9 (2.08)           | 24.1 (0.95)           | 995.2 (39.18)         |
| 平均降水天数（≥ 0.1 mm）     | 8.0                   | 8.5                   | 12.2                  | 10.6                  | 10.7                  | 11.2                  | 12.1                  | 10.0                  | 8.8                   | 8.7                   | 7.6                   | 5.4                   | 113.8                 |
| 平均相對濕度（％）           | 76                    | 74                    | 74                    | 73                    | 73                    | 78                    | 80                    | 80                    | 78                    | 76                    | 74                    | 73                    | 75.8                  |
| 月均日照時數                 | 121.6                 | 114.5                 | 128.7                 | 163.2                 | 188.0                 | 171.4                 | 196.7                 | 203.2                 | 157.0                 | 161.4                 | 152.7                 | 143.9                 | 1,902.3               |
| 来源：中国气象科学共享服务网 |                       |                       |                       |                       |                       |                       |                       |                       |                       |                       |                       |                       |                       |

## 行政区划
长丰县下辖10个镇、4个乡：
水湖镇、庄墓镇、杨庙镇、吴山镇、岗集镇、双墩镇、下塘镇、朱巷镇、陶楼镇、杜集镇、罗塘乡、义井镇 (长丰县)、造甲乡、左店乡和双凤开发区。
另建有一个新区：合肥北城新区，位于双墩镇中心区以北，阜阳北路与蒙城北路交口附近，合肥绕城高速北段以北。
| 区划名称   | 面积（公里²） | 户籍人口（万） |
| ---------- | ------------- | -------------- |
| 长丰县     | 1841          | 76.8           |
| 水湖镇     | 118           | 12             |
| 双墩镇     | 238           | 12.8           |
| 下塘镇     | 230           | 9.2            |
| 岗集镇     | 167           | 5.9            |
| 杨庙镇     | 102           | 3.8            |
| 朱巷镇     | 116           | 4.3            |
| 庄墓镇     | 41.3          | 1.5            |
| 吴山镇     | 131           | 4.5            |
| 杜集乡     | 198           | 5.6            |
| 左店乡     | 76            | 2.7            |
| 罗塘乡     | 136.5         | 7.2            |
| 造甲乡     | 120           | 3.4            |
| 义井乡     | 100           | 4.2            |
| 陶楼乡     | 105           | 2.6            |
| 双凤开发区 | 19.19         | 5.5            |

## 文化

### 方言
长丰县境内官方和科教文卫领域与中华人民共和国其他所有地区一样通行普通话，但长丰县社会主体日常使用语言以江淮官话和中原官话为主。长丰县没有统一的“长丰方言”主要原因是建县历史不長，1964年10月31日，经国务院批准，分别从寿县、定远县、肥东、肥西4县边缘划出部分地区设置长丰县，因而该县方言基本以建县前的寿县和定远县的分界线为界（基本上是沿合淮路南至吴山五十铺）以西受寿县方言影响较大接近中原官话，以东接近江淮官话。
- 中原口音：水湖镇、罗塘乡、左店乡的陆桥和代集、庄墓镇、义井乡（不含原车王乡）、杨庙镇、吴山镇（不含合淮路以东区域）。
- 江淮官话：左店乡（不含陆桥和代集）、朱巷镇、杜集乡、造甲乡、义井乡的车王、陶楼乡、下塘镇、岗集镇、双墩镇。

## 经济发展
长丰建县较晚，建县之初的的县域为周边县的边远区域，经济十分落后。1990年代，长丰县被列为“全国贫困县”，享受国家扶贫政策。本世纪初，该县明确了“加快发展，与市共进”的口号，经济发展开始迈上新平台。2006年以来，在合肥市的“大发展，大建设，大环境”的政策推动下，长丰也迎来了大发展，在全省县市的位次不断前移，2012年，脱离贫困县称号。2020年，长丰县入围全国百强县，位列90名，全省第二，仅次于肥西县。但长丰城乡经济差距较大，南北差异明显。

### 农业
长丰县是传统的农业大县，该县地处江淮分水岭是亚热带季风气候降水量充沛，盛产稻米、小麦、油菜等农作物，农作物一年两熟。

### 工业
长丰县经济主要集中于南部两镇一开发区，即双墩镇、岗集镇、双凤开发区，尤以双凤开发区为重。其中，在合肥市“141”发展战略中，长丰县属于北部组团，是合肥北城的核心地带，已建设的合肥北城新区即位于该县。
- 双墩镇，建有双凤工业园区，发展势头强劲。
- 岗集镇，依托“合肥江汽配件园”，力图打造安徽最大的汽车配件基地。
- 水湖镇，该县城关镇是政治、文化、交通中心，是县域北部经济中心。
- 下塘镇，规划合肥重工业基地，广铝集团已入驻并开工建设。
- 吴山镇，建有合肥温州工业园，是该县新建的工业基地。

## 交通
- 公路：  206国道、合淮阜高速、合肥绕城高速公路北段（合六叶高速）、合水公路（相当于省道）、合白公路（接驳京台高速）、 311省道
- 铁路：淮南铁路、水蚌铁路、合蚌客运专线以及商杭客运专线。该县境内同时拥有水家湖站和合肥北城站两个高铁站。
- 商杭客运专线：水家湖站
- 空运：合肥新桥国际机场。

## 特产
- 长丰草莓
- 吴山贡鹅
- 朱巷红烧仔猪肉

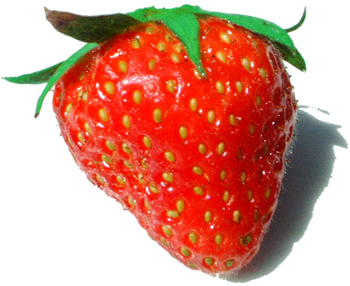
草莓
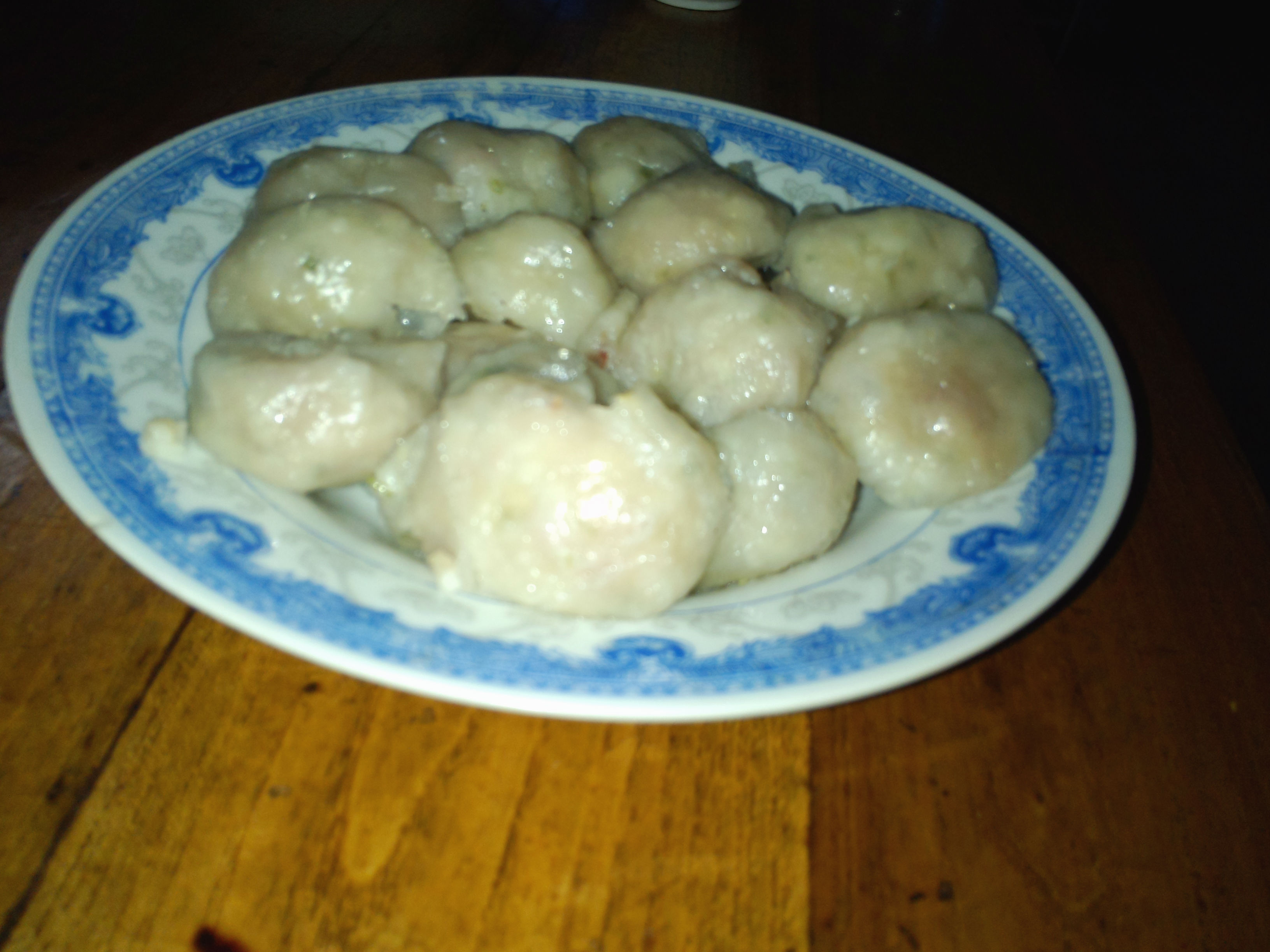
庄墓圆子
- 下塘烧饼
- 水湖烧鸡

- 草莓
- 庄墓圆子

## 旅游
- 杜集鸟岛
- 元一高尔夫球场
- 岗集非遗园
- 双凤丰乐生态园

## 名人
- 杨行密(852年—905年)：字化源，长丰吴山人。五代十国时期，南吴国实际开国者。
- 聂士成（1836年－1900年）: 字功亭，长丰岗集人。中华民族英雄，先后参加过甲午中日战争和八国联军侵华战争。
- 聂宪藩（1880年－1933年），字维城，长丰岗集人，曾任安徽省省长，聂士成之子。

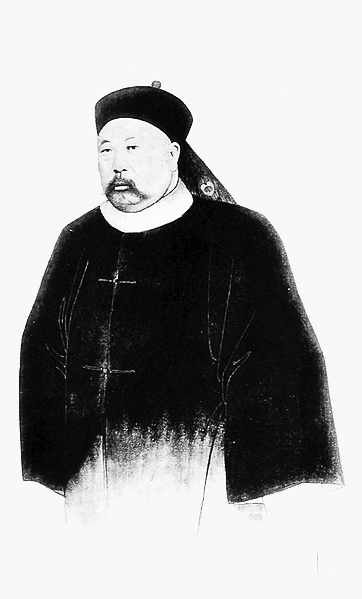
聂士成
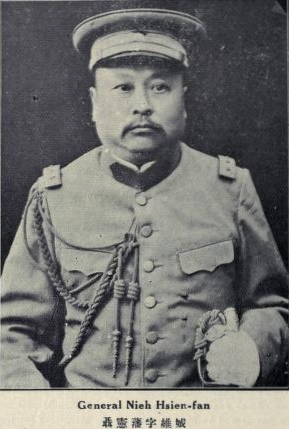
聂宪藩